# Giải vô địch bóng đá U-16 châu Á 2008
Giải vô địch bóng đá U-16 châu Á 2008 là phiên bản thứ 13 của Giải vô địch bóng đá U-16 châu Á tổ chức bởi AFC, diễn ra từ ngày 4 đến ngày 19 tháng 10 năm 2008 tại Tashkent, Uzbekistan. Vòng loại diễn ra từ ngày 17–28 tháng 10 năm 2007.
Iran vô địch giải đấu lần đầu tiên trong lịch sử sau khi đánh bại Hàn Quốc 2–1 ở trận chung kết.

## Các đội tham dự
Danh sách các đội vượt qua vòng loại để tham dự vòng chung kết:
| - Úc - Bahrain - Trung Quốc - Ấn Độ | - Indonesia - Iran - Nhật Bản - Hàn Quốc | - Malaysia - Ả Rập Xê Út - Singapore - Syria | - Turkmenistan - UAE - Yemen - Uzbekistan (chủ nhà) |  |

## Địa điểm thi đấu
| Thành phố | Sân vận động           | Sức chứa |
| --------- | ---------------------- | -------- |
| Tashkent  | Sân vận động Pakhtakor | 35,000   |
| Tashkent  | Sân vận động MHSK      | 15,000   |

## Vòng bảng
- Tất cả các giờ là giờ địa phương nơi diễn ra giải(UTC+5)

### Bảng A
| VT | Đội            | ST | T | H | B | BT | BB | HS  | Đ | Giành quyền tham dự |
| -- | -------------- | -- | - | - | - | -- | -- | --- | - | ------------------- |
| 1  | Iran           | 3  | 3 | 0 | 0 | 8  | 2  | +6  | 9 | Vòng loại trực tiếp |
| 2  | Uzbekistan (H) | 3  | 2 | 0 | 1 | 10 | 2  | +8  | 6 | Vòng loại trực tiếp |
| 3  | Bahrain        | 3  | 1 | 0 | 2 | 3  | 4  | −1  | 3 |                     |
| 4  | Singapore      | 3  | 0 | 0 | 3 | 1  | 14 | −13 | 0 |                     |

| Singapore | 0–7      | Uzbekistan                                                                        |
| --------- | -------- | --------------------------------------------------------------------------------- |
|           | Chi tiết | - Abdullayev 10' (ph.đ.), 86' - Gapparov 20' - Utkin 23', 90+1' - Galeev 81', 89' |

| Iran                         | 2–0      | Bahrain |
| ---------------------------- | -------- | ------- |
| - Sadeghian 72' - Rezaei 82' | Chi tiết |         |

| Uzbekistan       | 1–2      | Iran                        |
| ---------------- | -------- | --------------------------- |
| - Muhiddinov 80' | Chi tiết | - Yeghaneh 27' - Rezaei 55' |

| Bahrain                                  | 3–0      | Singapore |
| ---------------------------------------- | -------- | --------- |
| - Al Dakheel 41' - Saeed 58' - Yusuf 75' | Chi tiết |           |

| Iran                                                             | 4–1      | Singapore    |
| ---------------------------------------------------------------- | -------- | ------------ |
| - Golbarg 31' - Darvishi 51' - Chang 67' (l.n.) - Gholizadeh 85' | Chi tiết | - Rahman 81' |

| Uzbekistan                           | 2–0      | Bahrain |
| ------------------------------------ | -------- | ------- |
| - Abdurakhmonov 44' - Muhiddinov 51' | Chi tiết |         |

### Bảng B
| VT | Đội       | ST | T | H | B | BT | BB | HS  | Đ | Giành quyền tham dự |
| -- | --------- | -- | - | - | - | -- | -- | --- | - | ------------------- |
| 1  | Hàn Quốc  | 3  | 2 | 1 | 0 | 15 | 3  | +12 | 7 | Vòng loại trực tiếp |
| 2  | Syria     | 3  | 2 | 1 | 0 | 6  | 2  | +4  | 7 | Vòng loại trực tiếp |
| 3  | Ấn Độ     | 3  | 1 | 0 | 2 | 3  | 8  | −5  | 3 |                     |
| 4  | Indonesia | 3  | 0 | 0 | 3 | 1  | 12 | −11 | 0 |                     |

| Hàn Quốc                                                                       | 5–2      | Ấn Độ            |
| ------------------------------------------------------------------------------ | -------- | ---------------- |
| - Kim Dong-jin 3' - Lee Chang 49', 61' - Rim Chang-woo 52' - Son Heung-min 72' | Chi tiết | - Ralte 69', 88' |

| Syria                 | 2–1      | Indonesia    |
| --------------------- | -------- | ------------ |
| - Jmhaa 25' - Ali 65' | Chi tiết | - Yagalo 36' |

| Indonesia | 0–9      | Hàn Quốc |
| --------- | -------- | --- |
|           | Chi tiết | - Lee Dong-nyck 2' - Kim Jin-su 5' - Rim Chang-woo 15' - Lee Jong-ho 29', 80', 90+1' - Son Heung-min 65', 75' - Kim Dong-min 86' |

| Ấn Độ | 0–3      | Syria                                                    |
| ----- | -------- | -------------------------------------------------------- |
|       | Chi tiết | - Al Khadr 44' - Devrani 66' (l.n.) - Chettri 72' (l.n.) |

| Syria     | 1–1      | Hàn Quốc            |
| --------- | -------- | ------------------- |
| - Ali 63' | Chi tiết | - Rim Chang-woo 80' |

| Ấn Độ           | 1–0      | Indonesia |
| --------------- | -------- | --------- |
| - Ma. Singh 24' | Chi tiết |           |

### Bảng C
| VT | Đội          | ST | T | H | B | BT | BB | HS  | Đ | Giành quyền tham dự |
| -- | ------------ | -- | - | - | - | -- | -- | --- | - | ------------------- |
| 1  | Úc           | 3  | 3 | 0 | 0 | 11 | 2  | +9  | 9 | Vòng loại trực tiếp |
| 2  | Ả Rập Xê Út  | 3  | 1 | 1 | 1 | 6  | 4  | +2  | 4 | Vòng loại trực tiếp |
| 3  | Trung Quốc   | 3  | 1 | 1 | 1 | 4  | 4  | 0   | 4 |                     |
| 4  | Turkmenistan | 3  | 0 | 0 | 3 | 1  | 12 | −11 | 0 |                     |

| Trung Quốc                   | 2–1      | Turkmenistan   |
| ---------------------------- | -------- | -------------- |
| - Nan Yunqi 32' - Guo Yi 83' | Chi tiết | - Durdyýew 30' |

| Ả Rập Xê Út     | 1–3      | Úc                               |
| --------------- | -------- | -------------------------------- |
| - Al-Ghamdi 83' | Chi tiết | - Domenici 14', 30' - Hamill 49' |

| Úc                              | 2–1      | Trung Quốc                  |
| ------------------------------- | -------- | --------------------------- |
| - Lum 16' (ph.đ.) - Ibrahim 50' | Chi tiết | - Jin Jingdao 45+1' (ph.đ.) |

| Turkmenistan | 0–4      | Ả Rập Xê Út                                          |
| ------------ | -------- | ---------------------------------------------------- |
|              | Chi tiết | - Al-Aoufi 22', 55' - Al-Shahrani 32' - Al Asiri 48' |

| Trung Quốc      | 1–1      | Ả Rập Xê Út     |
| --------------- | -------- | --------------- |
| - Yu Baobao 52' | Chi tiết | - Al Khamis 71' |

| Úc                                                                         | 6–0      | Turkmenistan |
| -------------------------------------------------------------------------- | -------- | ------------ |
| - Kantarovski 7' - Yabio 32' - Gapare 43', 48' - Petratos 63' - Warren 65' | Chi tiết |              |

### Bảng D
| VT | Đội      | ST | T | H | B | BT | BB | HS  | Đ | Giành quyền tham dự |
| -- | -------- | -- | - | - | - | -- | -- | --- | - | ------------------- |
| 1  | Nhật Bản | 3  | 3 | 0 | 0 | 13 | 1  | +12 | 9 | Vòng loại trực tiếp |
| 2  | UAE      | 2  | 1 | 0 | 1 | 4  | 8  | −4  | 3 | Vòng loại trực tiếp |
| 3  | Malaysia | 3  | 1 | 0 | 2 | 5  | 7  | −2  | 3 |                     |
| 4  | Yemen    | 2  | 0 | 0 | 2 | 0  | 6  | −6  | 0 |                     |

1. 1 2  Kết quả đối đầu: UAE 3–2 Malaysia.
2. ↑  Yemen bị loại khỏi giải do đưa cầu thủ quá tuổi Wesam Saleh Al-Worafi vào sân.[1][2]

| Nhật Bản                                         | 4–0      | Malaysia |
| ------------------------------------------------ | -------- | -------- |
| - Shibasaki 32' - Usami 34', 70' - Miyayoshi 65' | Chi tiết |          |

| Yemen        | 1–1 Hủy kết quả | UAE          |
| ------------ | --------------- | ------------ |
| - Muhsen 21' | Chi tiết        | - Hadeed 35' |

| Malaysia              | 3–0 Xử thắng | Yemen                   |
| --------------------- | ------------ | ----------------------- |
| - Fandi 90+1' (ph.đ.) | Chi tiết     | - Al-Shamsi 10' (ph.đ.) |

| UAE                  | 1–6      | Nhật Bản                                                     |
| -------------------- | -------- | ------------------------------------------------------------ |
| - Hadeed 76' (ph.đ.) | Chi tiết | - Miyayoshi 7', 16', 57' - T. Uchida 60' - Sugimoto 72', 88' |

| Nhật Bản        | 3–0 Xử thắng | Yemen                                       |
| --------------- | ------------ | ------------------------------------------- |
| - T. Uchida 52' | Chi tiết     | - Al-Shamsi 56' (ph.đ.) - Al-Baidhani 90+5' |

| UAE                                            | 3–2      | Malaysia                   |
| ---------------------------------------------- | -------- | -------------------------- |
| - Al-Saffar 16' - Al-Khoori 29' - Al Ameri 58' | Chi tiết | - Bukhari 68' (ph.đ.), 72' |

## Vòng loại trực tiếp

### Sơ đồ
|  | Tứ kết      | Tứ kết      |             |   | Bán kết | Bán kết |  |  | Chung kết | Chung kết |
|  |             |             |             |   |         |         |  |  |           |           |
|  | 12 tháng 10 |             |             |   |         |         |  |  |           |           |
|  |             |             |             |   |         |         |  |  |           |           |
|  | Iran        | 2           |             |   |         |         |  |  |           |           |
|  | Iran        | 2           | 15 tháng 10 |   |         |         |  |  |           |           |
|  | Syria       | 0           |             |   |         |         |  |  |           |           |
|  | Syria       | 0           | Iran        | 3 |         |         |  |  |           |           |
|  | 12 tháng 10 |             | Iran        | 3 |         |         |  |  |           |           |
|  |             |             | UAE         | 0 |         |         |  |  |           |           |
|  | Úc          | 2           | UAE         | 0 |         |         |  |  |           |           |
|  | Úc          | 2           | 18 tháng 10 |   |         |         |  |  |           |           |
|  | UAE         | 3           |             |   |         |         |  |  |           |           |
|  | UAE         | 3           | Iran        | 2 |         |         |  |  |           |           |
|  | 12 tháng 10 |             | Iran        | 2 |         |         |  |  |           |           |
|  |             | Hàn Quốc    | 1           |   |         |         |  |  |           |           |
|  | Hàn Quốc    | Hàn Quốc    | 1           | 3 |         |         |  |  |           |           |
|  | Hàn Quốc    | 15 tháng 10 |             | 3 |         |         |  |  |           |           |
|  | Uzbekistan  | 0           |             |   |         |         |  |  |           |           |
|  | Uzbekistan  | 0           | Hàn Quốc    | 2 |         |         |  |  |           |           |
|  | 12 tháng 10 |             | Hàn Quốc    | 2 |         |         |  |  |           |           |
|  |             |             | Nhật Bản    | 1 |         |         |  |  |           |           |
|  | Nhật Bản    | 2           | Nhật Bản    | 1 |         |         |  |  |           |           |
|  | Nhật Bản    | 2           |             |   |         |         |  |  |           |           |
|  | Ả Rập Xê Út | 0           |             |   |         |         |  |  |           |           |
|  | Ả Rập Xê Út | 0           |             |   |         |         |  |  |           |           |
|  |             |             |             |   |         |         |  |  |           |           |

### Tứ kết
| Úc                                | 2–3      | UAE                               |
| --------------------------------- | -------- | --------------------------------- |
| - Kantarovski 48' - Sainsbury 57' | Chi tiết | - Hadeed 7', 64' - Mohammad 90+1' |

| Iran              | 2–0      | Syria |
| ----------------- | -------- | ----- |
| - Rezaei 79', 90' | Chi tiết |       |

| Nhật Bản                          | 2–0      | Ả Rập Xê Út |
| --------------------------------- | -------- | ----------- |
| - Sugimoto 38' - Otayf 45' (l.n.) | Chi tiết |             |

| Hàn Quốc                                               | 3–0      | Uzbekistan |
| ------------------------------------------------------ | -------- | ---------- |
| - Kim Dong-jin 12' - Son Heung-min 54' - Lee Chang 72' | Chi tiết |            |

### Bán kết
| Iran                                     | 3–0      | UAE |
| ---------------------------------------- | -------- | --- |
| - Dabbagh 59' - Imani 77' - Rezaei 90+3' | Chi tiết |     |

| Hàn Quốc                              | 2–1      | Nhật Bản       |
| ------------------------------------- | -------- | -------------- |
| - Kim Dong-jin 4' - Lee Dong-nyck 26' | Chi tiết | - T. Uchida 2' |

### Chung kết
| Iran                       | 2–1      | Hàn Quốc          |
| -------------------------- | -------- | ----------------- |
| - Talebat 38' - Rezaei 62' | Chi tiết | - Lee Chang 90+3' |

## Vô địch
| Giải vô địch bóng đá U-16 châu Á 2008 |
| ------------------------------------- |
| · Iran · Lần đầu tiên                 |

## Giải thưởng
| Cầu thủ xuất sắc nhất | Vua phá lưới | Đội đoạt giải phong cách |
| --------------------- | ------------ | ------------------------ |
| Lee Jong-Ho           | Kaveh Rezaei | Hàn Quốc                 |

## Danh sách các cầu thủ ghi bàn
Đã có 113 bàn thắng ghi được trong 31 trận đấu, trung bình 3.65 bàn thắng mỗi trận đấu.

6 bàn
- Kaveh Rezaei

4 bàn
- Takumi Miyayoshi
- Lee Chang
- Son Heung-min
- Fahad Hadeed[note 4]

3 bàn
- Kenyu Sugimoto
- Tatsuya Uchida[note 4]
- Lee Jong-ho
- Kim Dong-jin
- Rim Chang-woo

2 bàn
- Stephen Domenici
- Danai Gapare
- Ben Kantarovski
- Lalrindika Ralte
- Takashi Usami
- Muhamad Bukhari
- Ahmed Al-Aoufi
- Lee Dong-nyck
- Mohamad Ali
- Abdumutallib Abdullaev
- Aleksandr Galeev
- Oyatullahon Muhiddinov
- Maksim Utkin
- Mohamed Hussein Al-Shamsi[note 4]

1 bàn
- Brendan Hamill
- Kamal Ibrahim
- Jared Lum
- Dimitrios Petratos
- Marc Warren
- Trent Sainsbury
- Tedros Yabio
- Salman Al Dakheel
- Sayed Dhiya Saeed
- Dheya Salman Yusuf
- Guo Yi
- Jin Jingdao
- Nan Yunqi
- Yu Baobao
- Manandeep Singh
- Vava Mario Yagalo
- Bahram Dabbagh
- Ali Darvishi
- Farhad Gholizadeh
- Mehrgan Golbarg
- Akbar Imani
- Payam Sadeghian
- Mohsen Talebat
- Mehrdad Yeghaneh
- Gaku Shibasaki
- Fandi Othman[note 4]
- Mohammed Al Asiri
- Nawaf Al-Ghamdi
- Abdulrahim Al Khamis
- Yasser Al-Shahrani
- Al-Qaasimy Rahman
- Kim Dong-min
- Kim Jin-su
- Asaad Al Khadr
- Rabie Jmhaa
- Didar Durdyýew
- Bobur Abdurakhmonov
- Ayubhon Gapparov
- Haddaf Al Ameri
- Mohamed Al-Khoori
- Marwan Al-Saffar
- Abdulla Mohammad
- Ahmed Al-Baidhani[note 4]
- Mohammed Muhsen[note 4]

1 bàn phản lưới nhà
- Ashish Chettri (trong trận đấu với Syria)
- Deepak Devrani (trong trận đấu với Syria)
- Abdullah Otayf (trong trận đấu với Nhật Bản)
- Kenneth Chang (trong trận đấu với Iran)

## Tham dựGiải vô địch bóng đá U-17 thế giới 2009
Bón đội sau đây đại diện cho AFC tham dự Giải vô địch bóng đá U-17 thế giới 2009.
| Đội      | Ngày vượt qua vòng loại | Số lần tham dự Giải vô địch bóng đá U-17 thế giới trước đó 1 |
| -------- | ----------------------- | ------------------------------------------------------------ |
| UAE      | 12 tháng 10 năm 2008    | 1 (1991)                                                     |
| Iran     | 12 tháng 10 năm 2008    | 1 (2001)                                                     |
| Nhật Bản | 12 tháng 10 năm 2008    | 4 (1993, 1995, 2001, 2007)                                   |
| Hàn Quốc | 12 tháng 10 năm 2008    | 3 (1987, 2003, 2007)                                         |

1 Chữ in đậm chỉ ra vô địch cho năm đó. Chữ in nghiêng chỉ ra chủ nhà cho năm đó.